# Lotus Elite

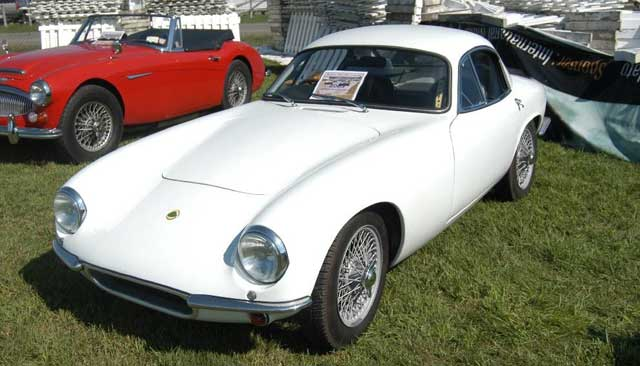
Lotus Elite från 1960-talet.

Lotus Elite, är en brittisk sportbil med glasfiberkaross, som tillverkades 1958-1963. Den var Lotus första bil med fast tak. Denna Grand Touring Coupe introducerades på Earls Court Motor Show 1956. Den var mycket dyr att tillverka, vilket nästintill ruinerade företaget. Officiellt tillverkades 990 Elite, men oberoende undersökningar tyder på att 1 030 exemplar byggdes.